# 미국 육군지휘참모대학교
미국 육군지휘참모대학교(美國 陸軍指揮參謀大學校, 영어: United States Army Command and General Staff College, CGSC, USACGSC)는 1881년 미국 캔자스주 포트 레번워스(Fort Leavenworth)에 첫 개교되어 현재에 이르고 있는 미국 국립 육군군사참모대학교이다.

## 분교
미국 육군지휘참모대학교의 분교로는 1901년 미국 펜실베이니아주 칼라일에 개교한 미국 육군참모대학교(United States Army War College)가 있다.

## 학교
- 지휘참모학교(Command and General Staff School (CGSS))
- 고급군사연구학교(School of Advanced Military Studies (SAMS))
- 지휘대비학교(School for Command Preparation (SCP))
- 고급지도력전술학교(School of Advanced Leadership and Tactics (SALT))

## 같이 보기
- 미국 해군참모대학교
- 미국 해병참모대학교
- 미국 해군대학원
- 미국 공군참모대학교